# Ròng rọc

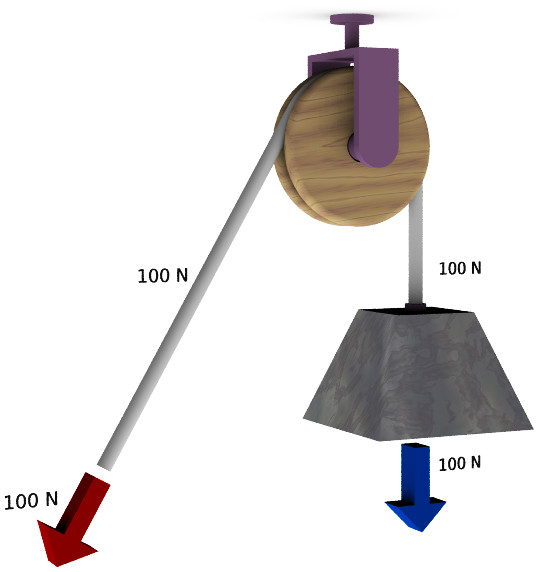
Ròng rọc cố định chủ yếu chỉ chuyển hướng động lực kéo

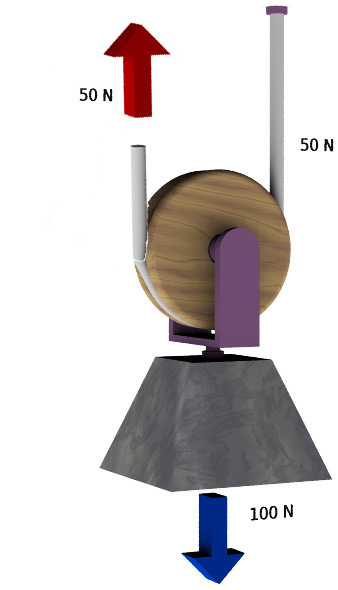
Ròng rọc động có công hiệu giảm lực kéo nâng vật

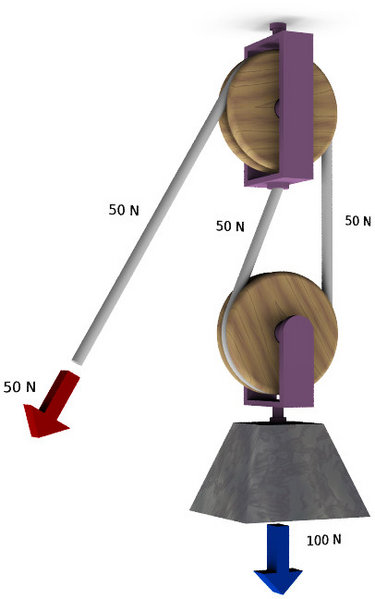
Pa lăng tận dụng cả hai ưu điểm của ròng rọc bằng cách chuyển hướng kéo và giảm trọng lực

Ròng rọc là một loại máy cơ đơn giản, hữu ích trong cuộc sống hàng ngày và được ứng dụng rộng rãi trên toàn thế giới. Có hai loại ròng rọc là:
- Ròng rọc cố định: Làm thay đổi hướng của lực tác dụng vào nó, cường độ lực: {\displaystyle F=P}. Loại ròng rọc này không được lợi về lực nhưng được lợi về chiều.
- Ròng rọc động: Giúp kéo vật lên cao với 1 lực nhỏ hơn trọng lượng của vật; cường độ lực: {\displaystyle F<P}. Loại ròng rọc này tuy không được lợi về chiều nhưng được lợi về lực. Khi dùng ròng rọc động, ta được lợi hai lần về lực nhưng lại thiệt hai lần về đường ({\displaystyle 2F=P}).

Ngoài ròng rọc còn có pa lăng giúp đổi hướng của lực và giảm bao nhiêu lần về lực nhưng thiệt về đường đi bấy nhiêu lần. Pa lăng gồm cả 2 loại ròng rọc nói trên.
Bộ phận của một ròng rọc đơn giản là: khối trụ kim loại, giá đỡ, ròng rọc, dây kéo. Khi có số n ròng rọc động trên pa lăng thì sẽ lợi 2n lần về lực đồng thời thiệt 2n về đường đi.
Tuy nhiên việc lợi bao nhiêu lần về lực và thiệt bấy nhiêu lần về quãng đường kéo dây còn phụ thuộc vào cách mắc, mà pa lăng hay ròng rọc khi sử dụng đều phải dùng lực kéo dây lớn hơn 2n do trọng lượng của dây, các bánh ròng rọc, lực ma sát giữa dây kéo và bánh ròng rọc, và trọng lượng của giá đỡ (mà thường bỏ qua khi tính).
```
Ròng rọc được cấu tạo từ 4 bộ phận chính:
- Bánh xe
- Trục chính
- Móc treo cố định
- Giá kế nối móc treo và trục bánh xe
```

## Ứng dụng
Ròng rọc được sử dụng rất rộng rãi và phổ biến trong các công việc nâng hạ vật nặng trong cuộc sống. Nó được sử dụng chủ yếu trong dân dụng vì chi phí rẻ, dễ dàng sử dụng, hoạt động thủ công. Tải trọng nâng vật nặng và khá nhỏ bởi nó phụ thuộc vào sức kéo của mỗi người. Cũng bởi vậy nó thường không được sử dụng trong công nghiệp.
Tuy nhiên ngày nay ròng rọc đã được thay thế bằng các loại máy nâng hạ khác hiện đại hơn, hiệu quả cao hơn như pa lăng xích kéo tay, pa lăng cáp điện, tời kéo,…